# Dorothy Hill

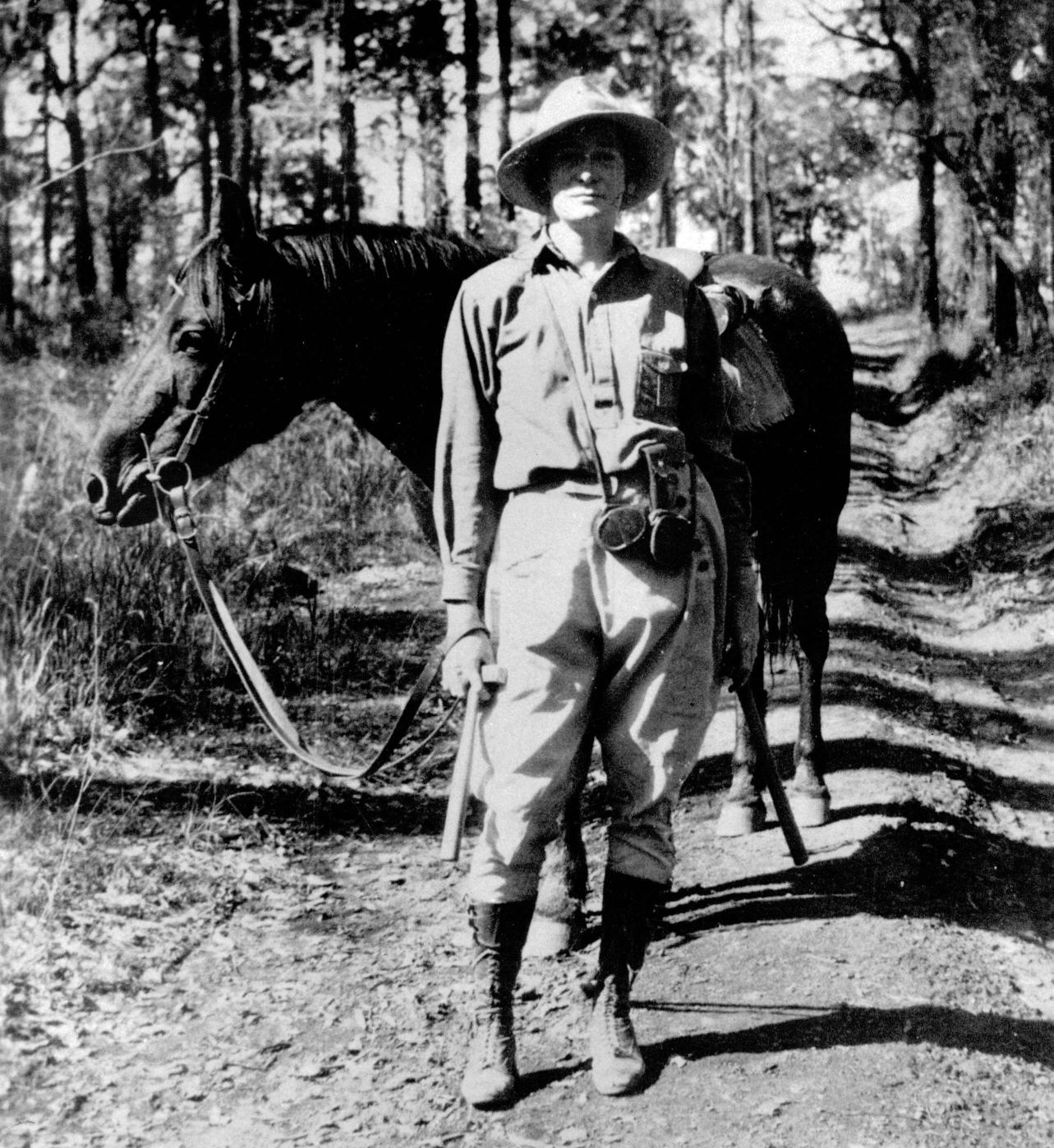
Dorothy Hill i jej koń Walter podczas badań terenowych (1929)

Dorothy Hill (ur. 10 września 1907 w Taringa koło Brisbane, zm. 23 kwietnia 1997) – australijska geolożka i paleontolożka, badaczka kopalnych parzydełkowców i archeocjatów.

## Biografia

### Życiorys
W szkole średniej jednym z istotnych przedmiotów była literatura klasyczna, którą później uważała za pomoc w swojej pracy badawczej. Początkowo chciała studiować medycynę, ale na Uniwersytecie Queensland, do którego uzyskała stypendium, nie było wydziału medycznego, w związku z czym rozpoczęła studia na wydziale nauk przyrodniczych. Do studiowania geologii skłoniła ją osobowość jednego z wykładowców, Henry'ego Caselliego Richardsa, a ponadto jej zamiłowanie do przebywania na świeżym powietrzu i jazdy konnej. 

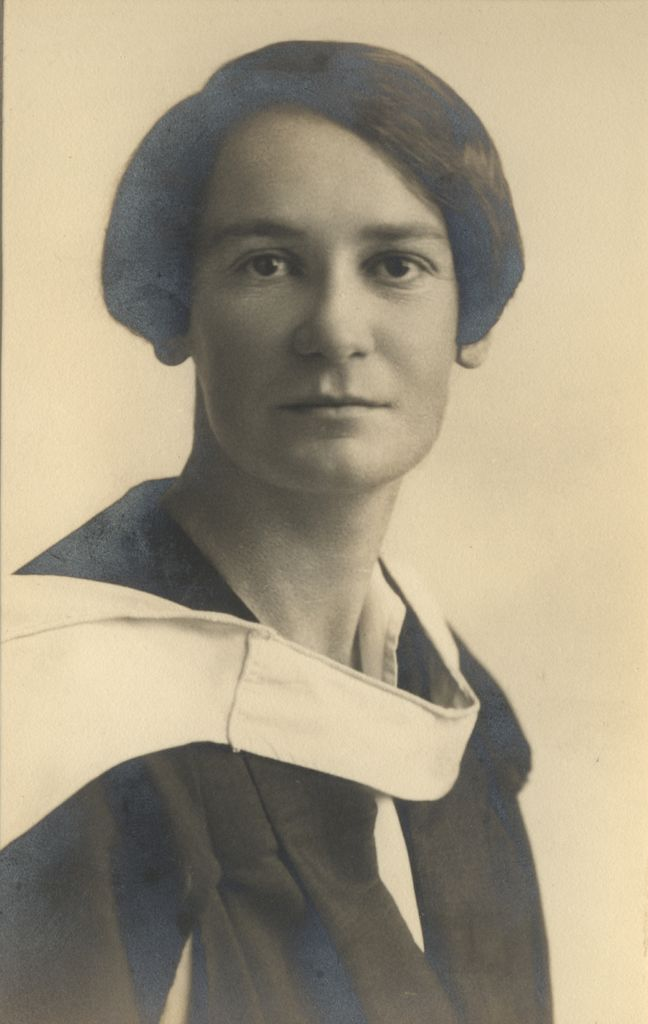
Dorothy Hill (1928)

W roku 1930 rozpoczęła studia na Uniwersytecie Cambridge, gdzie opiekunem jej pracy doktorskiej była badaczka graptolitów Gertrude Elles. Później wspominała, że bardziej niż kontakty z innymi uczonymi ceniła sobie pracę w bibliotece i w kolekcjach muzealnych, co skłoniło ją do zgromadzenia sporej biblioteki zarówno prywatnej, jak i uniwersyteckiej. Doktorat uzyskała w 1932, ale pozostała w Cambridge aż do 1937. W tym samym roku powróciła do Australii, gdzie otrzymała etat na macierzystej uczelni. 
Podczas II wojny światowej najpierw uczestniczyła w grupie obserwującej japońskie samoloty zrzucające miny, a potem zgłosiła się na ochotnika do marynarki wojennej, gdzie służyła w Women's Royal Australian Naval Service. 
Po wojnie koordynowała badania Wielkiej Rafy Barierowej. Zajmowała się również kartowaniem geologicznym stanu Queensland. W 1960, jako pierwsza kobieta w Australii, otrzymała stanowisko profesora (full professor). Była świadoma istnienia nierówności między kobietami i mężczyznami i starała się im przeciwdziałać; dla przykładu w czasie swych podróży zachęcała rodziców do posyłania na studia uniwersyteckie tak córek, jak i synów. Po przejściu na emeryturę w 1972 kontynuowała pracę naukową do momentu wypadku, który spowodował poważne konsekwencje zdrowotne.

### Pełnione funkcje i otrzymane godności
- Członkini Australijskiej Akademii Nauk(inne języki) (1956)[1]
- Medal Lyella(inne języki) (1964)
- Członkini Royal Society (1965)[1]
- Przewodnicząca Australijskiej Akademii Nauk (1970)[1]
- Przewodnicząca Senatu Uniwersytetu Queensland (President of the Professorial Board of the University of Queensland, 1971–72)[6]
- Komandor Orderu Imperium Brytyjskiego (1971)[2]

## Osiągnięcia naukowe

### Znaczenie w historii nauki

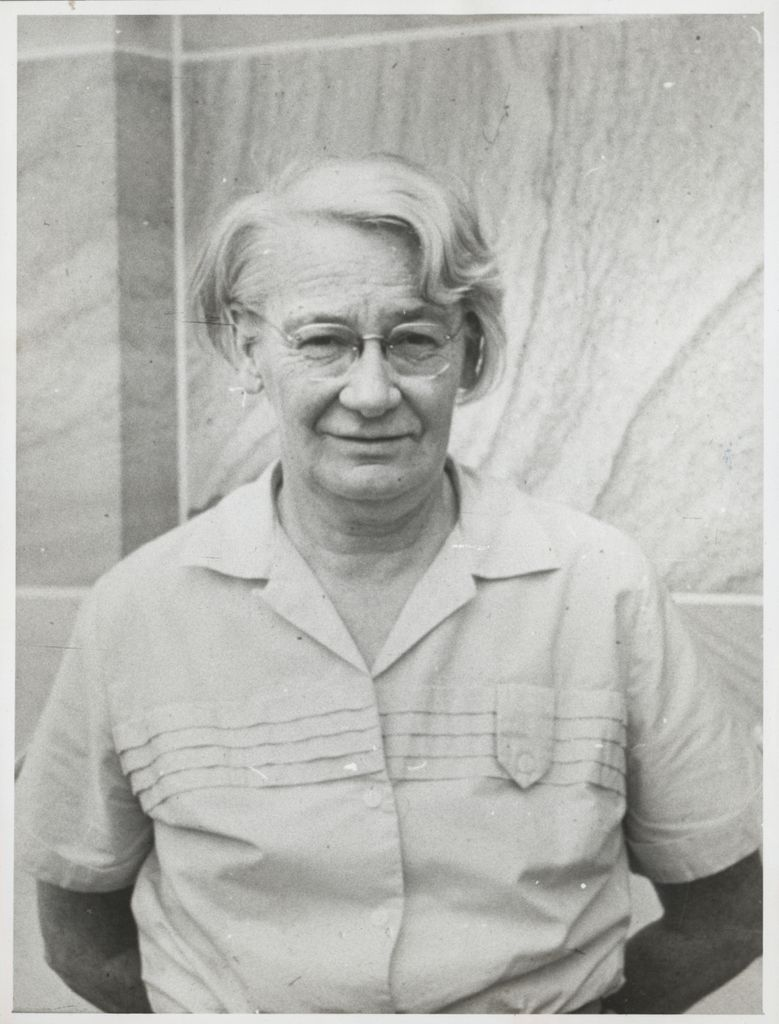
Dorothy Hill na Uniwersytecie w Queensland

Hill była zainteresowana paleontologią przede wszystkim pod kątem biostratygrafii czyli rozpoziomowania skał na podstawie zawartych w nich skamieniałości, a biologiczne aspekty badań paleontologicznych traktowała podrzędnie. Mimo to była autorką lub współautorką trzech tomów standardowego kompendium Treatise on Invertebrate Paleontology, w ramach którego przeprowadziła rewizję taksonomiczną wszystkich rodzajów koralowców denkowych i czteropromiennych oraz archeocjatów. Opisała wiele nowych taksonów, na przykład podrzędy koralowców czteropromiennych Stereolasmatina Hill, 1981 i Aulophyllina Hill, 1981 oraz rodzaj tychże Euryphyllum, 1981.

### Wybrane publikacje
- Coelenterata (w serii Treatise on Invertebrate Paleontology; współautorka, 1956)[10]
- The geology of Queensland (współredaktorka i współautorka; 1960)[11]
- Archaeocyatha (w serii Treatise on Invertebrate Paleontology; 1972)[12]
- Rugosa and Tabulata (w serii Treatise on Invertebrate Paleontology; 1981)[7]

## Upamiętnienie
Na jej cześć nazwano rodzaj ordowickich koralowców czteropromiennych Hillophyllum Webby, 1971 oraz kilka gatunków zwierząt kopalnych, między innymi permską otwornicę Frondicularia hillae Crespin, 1958, dewońskiego koralowca czteropromiennego Tropidophyllum hillae Pedder, 1971, dewońskiego ramienionoga Megastrophia hillae Flood, 1974 oraz karbońskiego ramienionoga Hamburgia? hillae Qian & Roberts, 1985. Natomiast nazwa współczesnego korala madreporowego Acanthastrea hillae Wells, 1955 jest obecnie uważana za synonim Homophyllia bowerbanki (Milne Edwards & Haime, 1857).
W 1969 wydano księgę pamiątkową na jej cześć. 10 września 2018, z okazji 111 urodzin Hill, na głównej stronie wyszukiwarki Google pojawiło się specjalne tymczasowe logo (Google Doodle).